# Bernard Podvin
Monseigneur Bernard Podvin, né le 14 mars 1960 à Villeneuve-sur-Lot (Lot-et-Garonne), est un prêtre catholique français, porte-parole de la Conférence des évêques de France de 2009 à 2014. 

## Biographie
Bernard Podvin suit deux ans d'études d'économie à l'Université catholique de Lille. Il est ensuite élève de l'École supérieure de journalisme de Lille (55e promotion). Il n'exercera pas longtemps sa charge de journaliste, et sera ordonné prêtre le 29 juin 1986 à Roubaix, puis est nommé, en 2000, directeur du séminaire. Il est membre du conseil pédagogique et enseignant à l'École supérieure de journalisme de Lille depuis 1997. Il devient en 2003 vice-recteur de l'Université catholique de Lille. Il est également vicaire épiscopal à la formation dans le diocèse de Lille. 
Depuis 2003, il dirige également la revue Prêtres diocésains. 
Nommé en 2008 secrétaire général adjoint de la Conférence des évêques de France, porte-parole de la Conférence et responsable du service information-communication, il en prend les fonctions en janvier 2009. Le 11 août 2008, le pape Benoît XVI lui confère le titre de Prélat d'honneur de Sa Sainteté. Il achève son second mandat de porte-parole non renouvelable le 31 décembre 2014. Il est alors remplacé par Mgr Olivier Ribadeau Dumas.
Le 1er mars 2016, il est nommé parmi les 1 147 missionnaires de la Miséricorde par le pape François. Il se voit ainsi remettre une lettre de délégation, lui permettant de donner durant le Jubilé de la Miséricorde le pardon aux péchés ordinairement réservés au pape comme les profanations d'hosties ou la trahison du secret de confession.